# Pusztaberki
Pusztaberki ist eine ungarische Gemeinde im Kreis Rétság im Komitat Nógrád. Etwa 14 Prozent der Bewohner gehören der slowakischen Volksgruppe an.

## Geografische Lage
Pusztaberki liegt 5,5 Kilometer nordöstlich der Kreisstadt Rétság an dem Fluss Derék-patak. Nachbargemeinden sind Horpács, Borsosberény, Érsekvadkert und Tereske.

## Sehenswürdigkeiten
- Heimatgeschichtliche Sammlung (Helytörténeti gyűjtemény)
- Römisch-katholische Kapelle Szent Mihály, um 1728 erbaut, 1787 und 1924 umgebaut
- Stausee Derékpataki víztározó (30 Hektar groß), nördlich des Ortes gelegen

## Verkehr
Durch Pusztaberki verläuft die Nebenstraße Nr. 22102, ein Kilometer östlich die Hauptstraße Nr. 22.
Es bestehen Busverbindungen nach Rétság, Érsekvadkert, über Horpács und Patak nach Dejtár sowie nach Borsosberény, wo sich der nächstgelegene Bahnhof befindet.